# Bam-Bam – Så tuktas ett troll
Bam-Bam – Så tuktas ett troll är en svensk animerad komedifilm från 1934 i regi av Robert Högfeldt.

## Om filmen
Filmen, som är svartvit, animerades i Filmstadens ateljéer i Råsunda (nuvarande Solna kommun) och premiärvisades den 24 december 1934 i Stockholm. Det är den första tecknade svenska filmen med ljud. Till filmen komponerades låten "Trolljazzen" med melodi av Jules Sylvain.
Robert Högfeldt hade burit på en idé om en tecknad kortfilm i tio års tid. En överenskommelse slöts med Svensk Filmindustri och produktionen påbörjades i maj 1934. Kunskaperna om animationsteknik var vid tiden låg i Sverige. Högfeldt hade ingen tidigare erfarenhet av att animera, därför anlitades tecknarna Einar Norelius och Nils Ameck som medhjälpare. Tillsammans satte de igång med att studera Walt Disneys kortfilm Tre små grisar för att fördjupa sig i animering. Särskilt svårt var att få animationerna att stämma överens med ljudspåret, men där visade sig Norelius ha en speciellt fallenhet och fick stå för uträkningarna. Till den färdiga filmen krävdes runt 20000 teckningar.
I en intervju i Aftonbladet inför produktionsstarten berättar Högfeldt att han ser filmen som ett experiment men blir resultatet lyckat vill han fortsätta i genren. Vid premiären i december 1934 uttrycker han en förhoppning att längre fram få möjlighet att animera en film i färg. Entusiasmen verkar dock ha slocknat i juli 1936 då han intervjuas i Svenska Dagbladet. Orsaken till detta sägs vara Walt Disneys filmer. "Han är för bra, ja genialiskt bra, och vi ha inte möjlighet att komma fatt honom. Han har redan gjort filmpubliken så kräsen att blygsamma svenska försök äro sämre än inga försök alls." En annan orsak till att Högfeldt ändrat sig angående en andra film var ekonomiska. Produktionskostnaderna sägs vara för höga och ger inget ekonomiskt utbyte.

## Handling
Trollet Bam-Bam blir dragen i svansen. Han svarar med att göra allehanda omak, men tuktas av skogens sagoväsen.